# Weissia canaliculata
Weissia canaliculata är en bladmossart som beskrevs av Georg Ernst Ludwig Hampe 1879. Weissia canaliculata ingår i släktet krusmossor, och familjen Pottiaceae. Inga underarter finns listade i Catalogue of Life.